# Chase Bryant
Chase Bryant (* 1993 in Orange Grove, Texas) ist ein US-amerikanischer Countrysänger.

## Karriere
Chase Bryant stammt aus einer musikalischen Familie. Der bekannte Countrygitarrist Jimmy Bryant war sein Großvater und zwei seiner Onkels gründeten die in den 1990ern erfolgreiche Countryband Ricochet. In seiner Jugend interessierte er sich für Country und Rock ’n’ Roll, schrieb eigene Songs und stellte sich ein Aufnahmeequipment zusammen.
Nach der High School ging er nach Nashville und bekam einen Plattenvertrag bei Red Bow Records über die Witwe von Roy Orbison, mit dem sein Großvater viel zusammengearbeitet hatte. Seine Debütsingle Take It On Back veröffentlichte er 2014, er kam damit in die Top 20 der Countrycharts und Anfang 2015 auch in die offiziellen Singlecharts. Es folgte die nach ihm benannte EP, die mit Little Bit of You einen zweiten Hit enthielt, der ähnlich erfolgreich war wie die erste Single.

## Diskografie
EPs
- 2014: Chase Bryant

Singles
- 2014: Take It On Back
- 2015: Little Bit of You
- 2016: Room to Breathe
- 2017: Hell If I Know